# Шишикин, Алексей Михайлович
Алексей Михайлович Шишикин — ефрейтор внутренних войск Министерства внутренних дел Российской Федерации, погиб при исполнении служебных обязанностей во время Второй чеченской войны, кавалер ордена Мужества (посмертно).

## Биография
Алексей Михайлович Шишикин родился 5 октября 1979 года в селе Сергиевка Мучкапского района Тамбовской области. Окончив среднюю школу, поступил в среднее профессионально-техническое училище по специальности мастера сельского строительства. Завершив обучение, в течение нескольких месяцев работал в местном совхозе. 26 декабря 1997 года Шишикин был призван на службу во Внутренние войска Министерства внутренних дел Российской Федерации Мучкапским районным военным комиссариатом. Служил в 21-й отдельной бригаде особого назначения Внутренних войск МВД России. Получил военную специальность наводчика-оператора боевой машины пехоты.
Вскоре после начала Второй чеченской войны, в октябре 1999 года, Шишикин в составе своего подразделения был направлен в зону контртеррористической операции на Северном Кавказе. Когда в декабре 1999 года у него закончился срок службы, он изъявил желание продолжить её на контрактной основе. Участвовал в операции по взятию столицы Чеченской Республики — города Грозного.
29 декабря 1999 года на улице 9-я линия в Старопромысловском районе Грозного батальон внутренних войск столкнулся с ожесточённым сопротивлением незаконных вооружённых формирований сепаратистов. Завязались ожесточённые бои. В ходе них были подбиты два танка «Т-62» и блокирован один из взводов, которому угрожал полный разгром. Командир Софринской бригады отдал приказ деблокировать подразделение и эвакуировать раненых. Выполнение этого задания было поручено экипажу боевой машины пехоты. Понимая, что поставленная задача связана с большим риском уничтожения транспорта, из всего экипажа был оставлен только Шишикин, который должен был управлять машиной, а в десантном отделении БМП были помещены санинструктор и санитар.
Под прикрытием дымовой завесы Шишикин сумел проскочить к местоположению взвода и вывести 7 раненых. На обратном пути он увидел ещё одну группу раненых и, едва выгрузив эвакуированных, направился во второй рейс. Однако подувший ветер сдул дым, и БМП подверглась сильному обстрелу. Достигнув придорожного кювета, где укрылись раненые, он пересел на место наводчика-оператора и открыл огонь из крупнокалиберного пулемёта, прикрыв медиков, которые в это время заносили внутрь пациентов. На обратном пути машина была повреждена разрывами вражеских гранат, но Шишикину удалось вывести её в безопасное место. Однако ещё оставались подбитые танки, экипажи которых находились под непрерывным обстрелом и просили командование о помощи. Первая попытка вытащить их тягачом не увенчалась успехом — машина была повреждена, и водитель вынужденно вывел её из боя. Вести БМП на спасение танкистов добровольцем вызвался ефрейтор Шишикин. Ему удалось под шквальным обстрелом прорваться к танкам и вывезти 4 раненых и 2 погибших. Таким образом, за один день им было спасено от гибели 17 человек.
31 декабря 1999 года в очередном бою на улицах Грозного Шишикин был тяжело ранен и на следующий день, 1 января 2000 года, скончался от полученного ранения.
Похоронен на кладбище села Сергиевка Мучкапского района Тамбовской области.
Указом Президента Российской Федерации рядовой Роман Анатольевич Митин посмертно был удостоен ордена Мужества. Посмертно представлялся к званию Героя Российской Федерации, однако представление не было реализовано.

## Память
- В честь Шишикина названа улица в посёлке Ашукино Пушкинского района Московской области.
- В Ашукино установлена памятная стела.